# Romersk-katolska kyrkan i Frankrike
Romersk-katolska kyrkan i Frankrike är katolska kyrkans kyrkoprovins i Frankrike. Dess rötter går tillbaka till 100-talet, och katolska kyrkan i Frankrike kallas ibland för "Kyrkans äldsta dotter". Den är indelad i 98 stift, fördelade på ett antal biskopskonferenser med varsitt ärkestift (kyrkoprovins). 
Sedan 1905 är romersk-katolska kyrkan i Frankrike inte längre en statskyrka. Numera beräknas 50–65 procent av Frankrikes invånare vara katoliker.  

## Historik

### Senantiken, tidig medeltid
Romersk-katolska kyrkan i Frankrike går tillbaka till 100-talet, och i samband med Konstantin den store fick den (då som den romerska rikskyrkan) officiell status i dåvarande romerska Gallien. 496 döptes kung Klodvig I i Reims, vilket ledde till att frankerna blev kristna och att merovingerna därefter kom att fungera som beskyddare av kyrkan. Frankerrikets kloster blev viktiga kulturcentra, med täta förbindelser mellan det kristna och arvet från antiken.

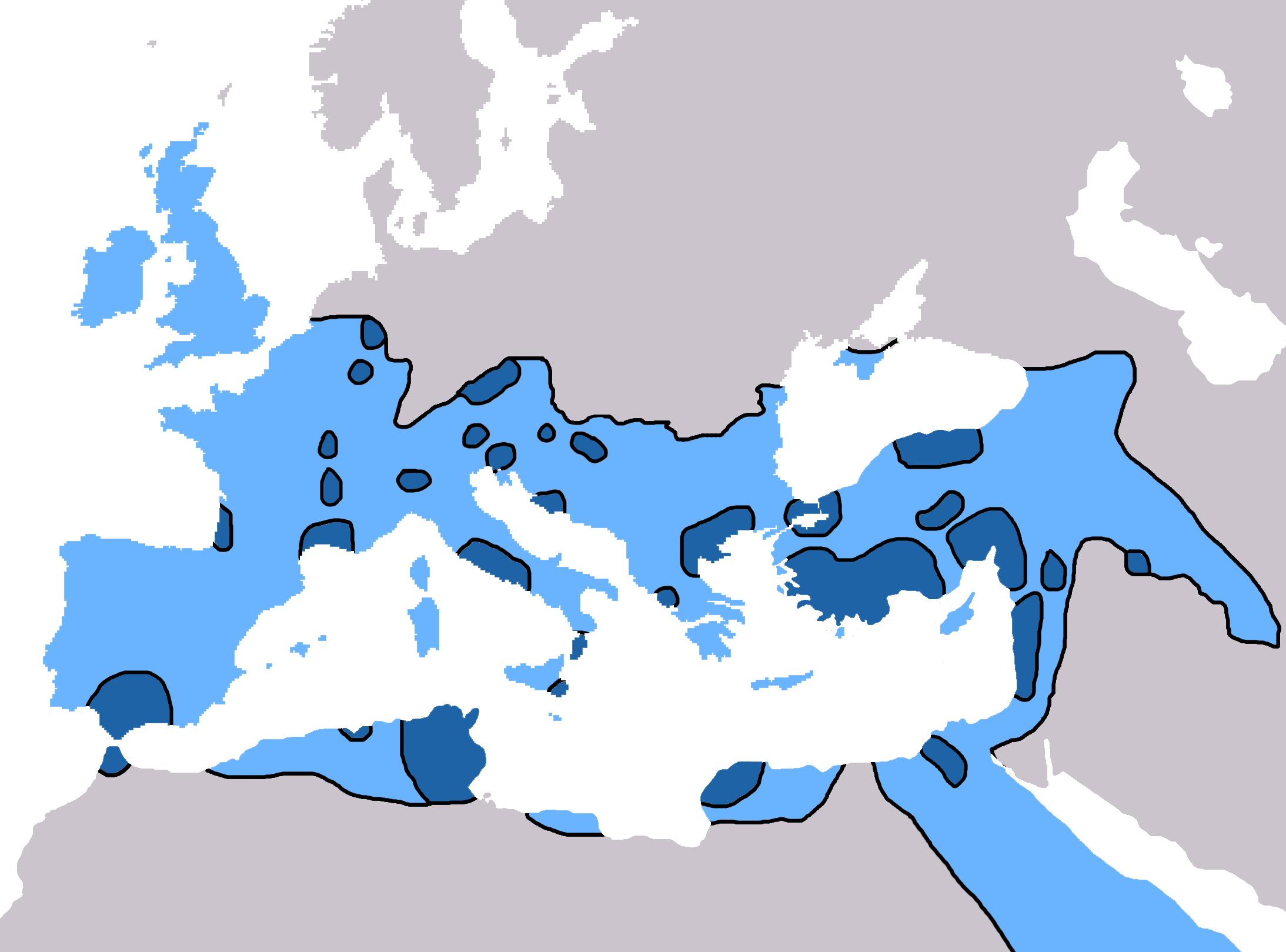
Utbredningen av kristendomen i år 325 (mörkblått) respektive år 600 (även ljusblått).

Parallellt fanns även sedan 400-talet en keltisk kyrka i det västliga Bretagne, där flyktingar från Britannien (som då invanderats av angler och saxare) då bosatt sig. Från det tidigt kristnade Irland kom missionärer, vilka bland annat grundade klostren i Luxeuil och Corbie.

### Under karolinger och capetinger
Under karolingerna förnyades kyrkan i frankerriket, och reformer som leddes av Karl den store medförde en fastare struktur för både gudstjänsten och klosterlivet. Kyrkan växte parallellt fram som en viktig jordägare, och under den capetingiska dynastin inlemmades man i det rådande feodala samhällsskicket. Opposition mot denna ordning kom bland annat från Cisterciensorden, som från bildandet 1098 propagerade för asketiska ideal och kyrkans distans från världslig makt.
Från 1000-talet kom romersk-katolska kyrkan att definieras som en gren av kristendomen åtskild från den österländska grekisk-ortodoxa kyrkan. I Frankrike kom opposition även från katarerna, en italiensk rörelse som fick fotfäste i Languedoc och där även stöddes av adeln. Katarernas makt i södra Frankrike bröts via albigenserkriget i början av 1200-talet.
Valdenserna började i slutet av 1100-talet som en reformrörelse inom kyrkan men brännmärktes trots detta av påven som kättersk. Senare tog tiggarordnarna inom den romersk-katolska kyrkan upp samma ideal. Via Parisuniversitetet, etablerat under 1100-talet under dominikanernas ledning, spreds Albertus Magnus och Thomas av Aquinos teologiska läror.
Under senmedeltiden kännetecknades den franska katolska kyrkan i tämligen hög grad av nationalkyrkliga strävanden, vilka är kända som gallikanism. Vid samma tid inlemmades den romersk-katolska kyrkan i landet i en kamp om världslig makt med den franske kungen och påven som konkurrenter alternativt lierade. Under perioden 1309–1378 styrdes den romersk-katolska kyrkan internationellt från sydfranska Avignon, genom att påvarna då hade sitt säte där.

### Efter reformationen

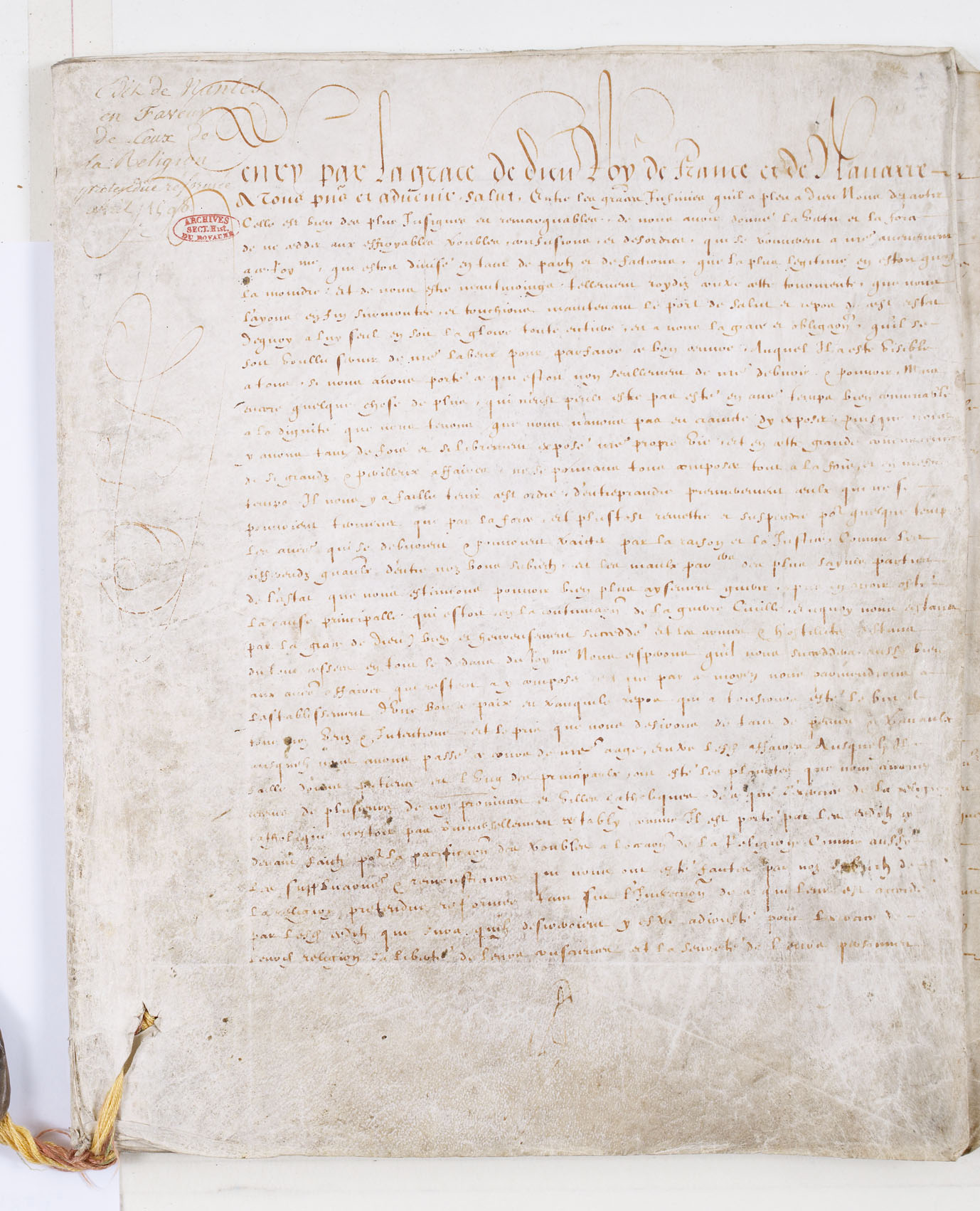
1598 års etikt i Nantes, som bekräftade Frankrikes katolska identitet och satte en stopp för protestantismens utbredande i landet.

På 1500-talet utmanades den romersk-katolska kyrkans makt i landet genom flera reformistiska rörelser. I Frankrike fick reformationen främst en kalvinsk ledning, och konflikterna mellan protestanter i landet (ofta benämnda hugenotter) ledde 1598 till ediktet i Nantes och romersk-katolska kyrkans stadfästande som statsreligion.
Kardinalerna Richelieu och Mazarin använde under 1600-talet romersk-katolska kyrkan som en stark politisk kraft, och Ludvig XIV stärkte de nationalkyrkliga strävandena. Inom kyrkan fanns samtidigt långvariga sprickor kring rörelser som jansenismen och kvietismen.
Efter mitten av 1700-talet ledde upplysningstidens ideal och därefter franska revolutionen till stora förändringar för romersk-katolska kyrkan i landet. 1781 blev protestanterna åter tolererade i Frankrike, och den växande kritiken mot kyrkans rikedomar och världsliga makt ledde under franska revolution till våldsamma aktioner mot kyrkan och dess företrädare. Under revolutionsåren dödades präster och plundrades kyrkor, samtidigt som munkar och nunnor flydde ut ur landet. Här lades grunden till den antiklerikalism (antikyrkliga politik) som fortfarande spelar stor roll i Frankrike. Under revolutionen nationaliserades kyrkans egendom, medan biskopar och präster avtvangs trohet till den nya konstitutionen (i strid mot påven). 1801 upphörde den konstitutionella franska kyrkan genom Napoleons konkordat med Pius VII, och kampen mellan kyrkan och staten fortsatte.

### 1800-talet
Efter Napoleons slutliga fall skedde en restauration, där kyrkan återfick större delen av sina privilegier. Under 1800-talet växte "Mariafromheten", bland annat genom olika visioner och "uppenbarelser", inklusive i Lourdes.
Antiklerikalismen stöddes av frimurarlogerna och spelade roll vid 1800-talets olika revolutionära episoder. Det var dels vid revolutionerna 1830 och 1848 och under 1871 års Pariskommun, parallellt vid det slutliga avskaffandet av den franska monarkin. Under Pariskommunen dödades bland annat ärkebiskopen Darby. Dreyfusaffären och andra politiska skandaler bidrog till fortsatta spänningar mellan kyrkan och landets politiska vänster.

### 1900-talet, senare år

Karta över stift och ärkestift inom romersk-katolska kyrkan i Frankrike, år 2002.

1905 upphävdes 1801 års konkordat, och romersk-katolska kyrkan upphörde att vara fransk statskyrka. Kyrkans egendom kom härefter att få statlig förvaltning, medan kyrkan själv gavs en juridisk position som sammanslutning av kultförsamlingar.
Den romersk-katolska kyrkans utvecklingen i Frankrike under 1900-talet har präglats av dess förlust av ekonomisk makt och privilegier. I samband med första världskriget skedde dock en nationell samling kring kyrkan, vilket kulminerade med 1920 års kanonisering av Jeanne d'Arc.
Efter andra världskriget blev kyrkans svaga folkliga förankring alltmer uppenbar. Man kom under denna tid att göra flera radikala sociala och kyrkliga satsningar, inklusive med arbetarpräster och Emmausrörelsen (grundad 1949 av Abbé Pierre).
Under senare år har starka karismatiska strömningar synts hos den franska romersk-katolska kyrkan. Kyrkans konservativa och radikala krafter drog åt olika håll, vilket 1988 ledde till en ultrakonservativ utbrytning av begränsad betydelse. Parallellt har ekumeniska projekt på senare år vuxit i betydelse; ett exempel på detta är det ekumeniska klostret Taizé.

### Dagens situation
Numera förekommer i Frankrike ingen registrering av folks religionstillhörighet. En minoritet av befolkningen är kyrkligt aktiv, och betydande delar av fransmännen kan sägas vara helt avkristnade. Enkätundersökningar gör gällande att andelen katoliker i landet är cirka 50–65 procent, men endast en liten andel av dessa är aktiva i kyrkliga ceremonier. Andelen (romersk-katolska) barndop har från 1980 till 2017 sjunkit från 71 till 30 procent av andelen födda.
Andelen katoliker i landet ska jämföras med cirka 1 miljon som är protestanter, cirka 100 000 ortodoxa, ungefär 5 miljoner muslimer (till stor del invandrare från Nordafrika) och cirka 600 000 judar.

## Kyrkoprovinser
Nedan listas de nuvarande 18 kyrkoprovinserna inom den romersk-katolska kyrkan i Frankrike. Gränserna för provinserna sammanfaller i stort sett med dem hos Frankrikes regioner – enligt äldre eller nyare modell. De olika kyrkoprovinserna är i sin tur indelade i totalt 98 stift, närmast motsvarande Frankrikes departement.
| Kyrkoprovins                | Biskopskonferens | Territorium                                                    |
| --------------------------- | ---------------- | -------------------------------------------------------------- |
| Antillerna – Franska Guyana | Antillerna       | Guadeloupe, Guyane, Martinique, Saint-Barthélemy, Saint-Martin |
| Besançon                    | Frankrike        | Bourgogne-Franche-Comté (del av), Grand-Est (del av)           |
| Bordeaux                    | Frankrike        | Nouvelle-Aquitaine (del av)                                    |
| Clermont                    | Frankrike        | Auvergne-Rhône-Alpes (del av)                                  |
| Dijon                       | Frankrike        | Bourgogne-Franche-Comté (del av)                               |
| Lille                       | Frankrike        | Hauts-de-France (del av)                                       |
| Lyon                        | Frankrike        | Auvergne-Rhône-Alpes (del av)                                  |
| Marseille                   | Frankrike        | Provence-Alpes-Côte d'Azur, Korsika                            |
| Montpellier                 | Frankrike        | Occitanien (del av)                                            |
| Nouméa                      | Stilla havet     | Nya Kaledonien                                                 |
| Papeete                     | Stilla havet     | Franska Polynesien                                             |
| Paris                       | Frankrike        | Île-de-France                                                  |
| Poitiers                    | Frankrike        | Nouvelle-Aquitaine (del av)                                    |
| Reims                       | Frankrike        | Grand-Est (del av) Hauts-de-France (del av)                    |
| Rennes                      | Frankrike        | Bretagne, Pays de la Loire                                     |
| Rouen                       | Frankrike        | Normandie                                                      |
| Toulouse                    | Frankrike        | Occitanie (del av)                                             |
| Tours                       | Frankrike        | Centre-Val de Loire                                            |